# Eiserne Faust
Die Organisation Eiserne Faust bestand zwischen 1919 und 1934. Sie wurde in München gegründet und war eine informelle Vereinigung völkisch-nationalistischer Reichswehroffiziere. 
Ernst Röhm vermittelte Adolf Hitler darin Kontakte zu den höheren Kreisen der Reichswehr.